# Prager Philharmonischer Chor
Der Prager Philharmonische Chor (original tschechisch: Pražský filharmonický sbor; international englisch: Prague Philharmonic Choir) ist ein weltweit renommierter tschechischer Chor klassischer Musik aus Prag.

## Geschichte
1935 gründete der Sänger und Chorleiter Jan Kühn initial einen Chor für den tschechoslowakischen Rundfunk. Aus dem ursprünglichen Amateurensemble entwickelte sich mit der Zeit ein professioneller Chor, der 1953 in die Tschechische Philharmonie integriert wurde. 1959 erhielt Josef Veselka die Leitung des Chores, der mit dem Ensemble eine eigene Klangmarke kreierte und über die Grenzen seines Landes bekannt machte. In den 1960er Jahren bereits unter seinem heutigen Namen erhielt der Chor Einladungen aus ganz Europa; 1970 trat der Chor erstmals in Japan auf. Die 1980er Jahre prägte Lubomír Mátl. Mit ihm wurde der Chor zum wiederkehrenden Gast des Rossini Opera Festival in Pesaro, Italien. Ebenfalls auf diese Zeit zurück gehen einflussreiche Einspielungen wichtiger Werke wie Dvořáks Stabat Mater unter der Leitung von Wolfgang Sawallisch, Johannes Brahms’ Deutsches Requiem und Kantaten unter Giuseppe Sinopoli, Gustav Mahlers 2. Sinfonie unter Zubin Mehta und viele weitere Projekte mit Opernwerken. Die Einspielungen in Kollaboration mit der Tschechischen Philharmonie wurden international mit Preise aus Paris, Cannes, Berlin und Tokyo ausgezeichnet.
1990 entstand aus dem Chor heraus, auf Initiative einiger Mitgliedern gegründet, der Prager Kammerchor. Im folgenden Jahrzehnt emanzipierte sich der Prager Philharmonische Chor unter der Leitung von Pavel Kühn zum selbstständigen Chor und begann international Kontakte zu führenden Orchestern wie die Berliner Philharmoniker, die Concertgebouw-Orchester in Amsterdam und dem Israel Philharmonic Orchestra zu pflegen. Weiterhin kennzeichnete das Jahrzehnt Auftritte in den renommiertesten Opernhäusern der Welt wie der Mailänder Scala, der Bayerischen Staatsoper in München, dem Teatro Real in Madrid, der Opéra de Monaco, dem Théâtre des Champs-Élysées in Paris, der Semperoper Dresden sowie im Opernhaus Zürich. Von 1997 bis 2005 leitete Jaroslav Brych den Chor. Heute steht er unter der Leitung von Lukáš Vasilek.
Das Ensemble ist heute einer der wichtigsten Bestandteile der tschechischen kulturellen Szene und einige seiner Konzerte gelten zu den sozio-kulturellen Highlights der Geschichte seines Landes. So beispielsweise die Aufführung von Antonín Dvořáks Die Heilige Ludmilla in der Prager Burg unter Rafael Kubelík inmitten politischer Spannungen im Jahr 1948, weiterhin die Aufführung des Oratoriums Le Roi David unter dem Dirigat des Komponisten Arthur Honegger selber im Jahr 1949 und nicht zuletzt die Interpretation Beethovens Ode an die Freude während eines Konzerts dirigiert von Václav Neumann während der Samtenen Revolution des Landes 1989.